# Жанасу (Алтинсаринський район)
Жанасу́ (каз. Жаңасу) — село у складі Алтинсаринського району Костанайської області Казахстану. Входить до складу сільського округу імені Ільяса Омарова.
Населення — 146 осіб (2021; 265 у 2009, 273 у 1999, 326 у 1989).